# Pride 27
Pride 27: Inferno foi um evento de artes marciais mistas promovido pelo Pride Fighting Championships. Aconteceu no Osaka Castle Hall em 1 de fevereiro de 2004.

## Ligações Externas
- Site Oficial do Pride
- Sherdog.com